# 辻なおき
辻 なおき（つじ なおき、本名：辻 直樹、1935年 - 1997年）は、昭和期の日本の漫画家。京都府出身。

## 来歴・人物
上京して紙芝居作家、挿絵画家を経た後、少年雑誌に漫画連載を始める。『0戦はやと』、『ばくはつ大将』（アニメ題『ばくはつ五郎』）、『タイガーマスク』（原作：梶原一騎）はテレビアニメ化された。
タツノコプロ創設にも参加。ほかに『0戦太郎』、『0戦仮面』、『投げろ健一』、『ジャイアント台風』など多くの作品を残す。晩年は東京スポーツが『タイガーマスク』の続編（『タイガーマスク・ザ・スター』）の連載を無断で行ったことに対し、裁判を起こした。望月三起也『ワイルド7』のキャラクター、「ヘボピー」のモデルである（ヘボピーの本名は「辻」）。餃子が大好き。62歳没。
NHKの子供向け番組「シャキーン!」に、2012年から2015年までレギュラー出演していた元子役の辻七音は、孫である。

## 漫画作品
- 『0戦はやと』（「少年キング」）
- 『0戦太郎』（「少年画報」1961年9月号-1964年8月号）
- 『0戦仮面』（「少年キング」1966年29号-1966年48号）
- 『0戦あらし』（「週刊少年チャンピオン」1972年1号-1972年42号）
- 『なげろ健一』（「ぼくら」1964年4月号-1966年12月号）
- 『ばくはつ大将』（「ぼくら」1967年1月号-12月号）
- 『ジャイアント台風』（原作：梶原一騎、作画担当）
- 『タイガーマスク』（原作：梶原一騎、作画担当）

## アニメ化作品
- 『0戦はやと』（フジテレビ）
- 『ばくはつ五郎』（TBSテレビ）※「原画」担当
- 『タイガーマスク』（よみうりテレビ）

## 実写映画化作品
- 『タイガーマスク』（2012タイガーマスク製作委員会、2013年）

## 関連事項
- 吉田竜夫
- 木村光久
- 中沢啓治 （元アシスタント）